# Marquesado de Guadiaro
El marquesado de Guadiaro es un título nobiliario español creado por el rey Alfonso XII el 27 de abril de 1875 a favor de Carlos Larios y Martínez de Tejada, I conde pontificio de Larios, senador del reino. Su nombre se refiere al río Guadiaro, que discurre por las provincias Málaga y Cádiz, en Andalucía. Dicha familia pertenece al  Solar de Tejada.

## Marqueses de Guadiaro

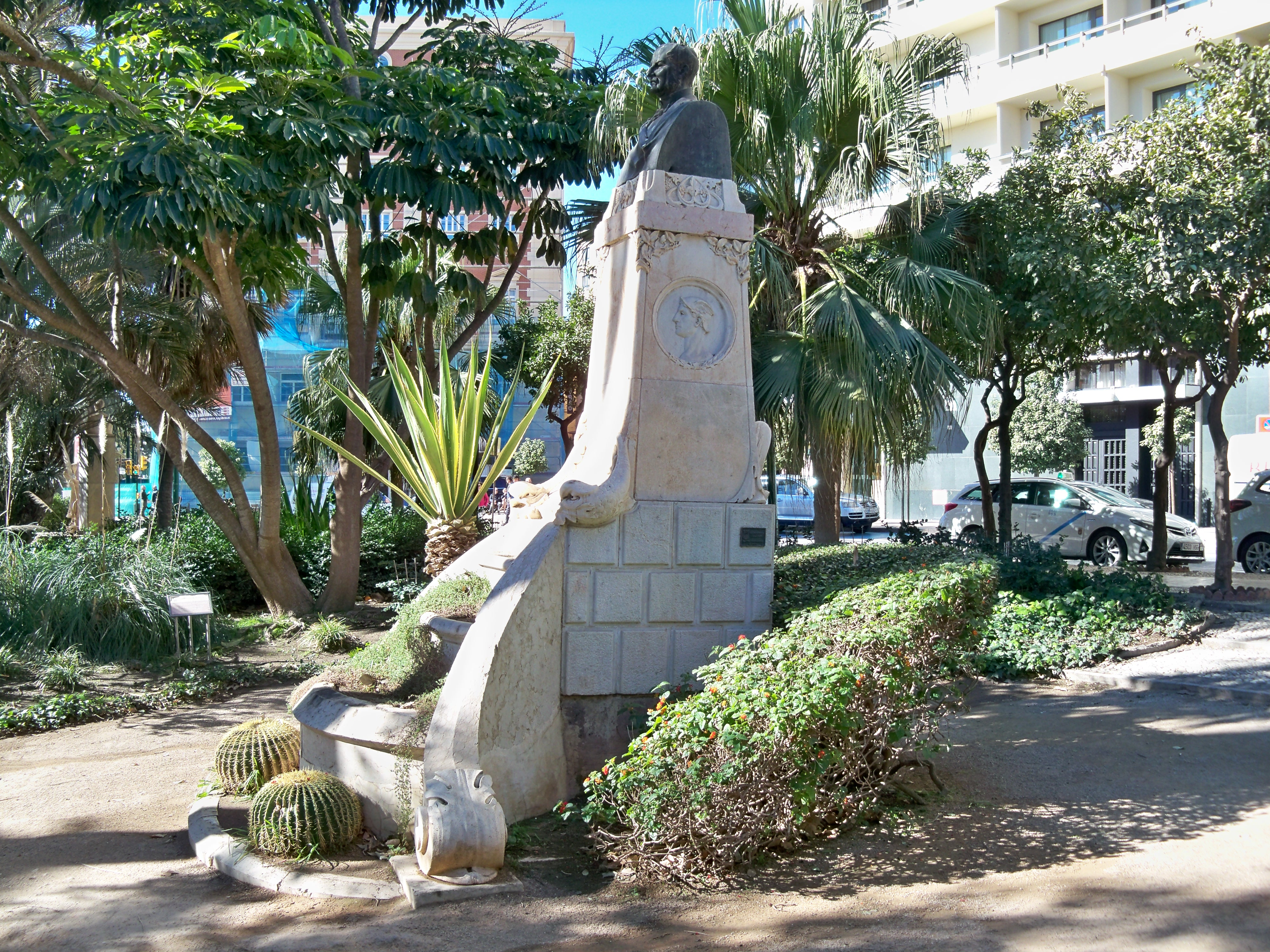
Monumento al i marqués de Guadiaro en el Parque de Málaga.

- Carlos Larios y Martínez de Tejada, Llera y Terry (m. 22 de enero de 1896) , I marqués de Guadiaro[1] y I conde pontificio de Larios.

Casó, en Roma, en 1856, con su prima hermana Amalia Larios Tassara (m. 1876), hija de Pablo Eustaquio Larios y Herreros de Tejada y de Jerónima Tassara y Cheny. Sin descendencia, en 1897 sucedió su sobrino nieto, hijo de su sobrino y cuñado, Marín Larios y Larios y su esposa Aurelia Larios y Tassara
- José Aurelio Larios y Larios (baut. Málaga, 8 de diciembre de 1869-Burgos, 4 de julio de 1937), II marqués de Guadiaro,[1]  III marqués de Larios y II conde pontificio de Larios.[4]

Casó en 1900, en Madrid, con Antonia Franco Iglesias (m. 1925). Contrajo un segundo matrimonio en 1930 con María de la Alegría Ángela Gutiérrez y Suárez. En 12 de mayo de 1921, por cesión, sucedió su hijo:
- José Antonio Larios y Franco (baut. Madrid, 6 de julio de 1901-24 de diciembre de 1954), III marqués de Guadiaro[1]  IV marqués de Larios y III conde pontificio de Larios.[5]

Casó, en Málaga el 29 de junio de 1939, con la viuda María Pilar Pries y Gross. En 28 de noviembre de 1958, sucedió:
- José María Fernández de Villavicencio y Crooke (1890-1980), IV marqués de Guadiaro[1][6][a]  X marqués de Castrillo y XV marqués de Vallecerrato.

Casó con María Cristina Osorio y Martos (1897-1979), VI duquesa de Algete, grande de España. En 30 de diciembre de 1961, por distribución, sucedió su hija:
- Cristina Fernández de Villavicencio y Osorio (m. Madrid, 7 de abril de 2018),[9] V marquesa de Guadiaro.[1][8]

Casó con Francisco Queipo de Llano y Acuña (1927-2002), XI conde de Toreno, grande de España. En 24 de enero de 2019, sucedió su hijo:
- Francisco de Borja Queipo de Llano Fernández de Villavicencio (n. 24 de agosto de 1956), VI marqués de Guadiaro[1] y XII conde de Toreno, grande de España.[10]

Contrajo un primer matrimonio, en febrero de 1985, con Macarena Campomanes Eguiguren (n. Madrid, 8 de mayo de 1964), campeona de golf, casada en segundas nupcias con Javier Basagoiti Miranda. Casó en segundas nupcias con Mará Taub y Medina. En 16 de junio de 2023, sucedió, por cesión, su hijo del primer matrimonio:
- Francisco de Borja Queipo de LLano y Campomanes (n. Madrid, 10 de diciembre de 1987), VII marqués de Guadiaro.[1][12]

Casó en septiembre de 2022, con Hanna Jaff (n. 4 de noviembre de 1986).

## Árbol genealógico
| \| \| \| \| \| \| \| \| \| \| \| \| \| \| \| \| \| \| \| Manuel Domingo Larios y Llera \| \| \| \| \| \| \| \| \| \| \| \| \| \| \| \| \| \| \| \| \| \| \| \| \| \| \| \| \| \| \| \| \| \| \| \| \| \| \| \| \| \| \| \| \| \| \| \| \| \| \| \| \| \| \| \| \| \| \| \| \| \| \| \| \| \| \| \| \| \| \| \| \| \| \| \| \| \| \| \| \| \| \| \| \| \| \| \| \| \| \| \| \| \| \| \| \| \| \| \| \| \| \| \| \| \| \| \| \| \| \| \| \| \| \| \| \| \| \| \| \| \| \| \| \| \| \| \| \| \| \| \| \| \| \| Martín Larios, i marqués de Larios (1801-1873) \| Martín Larios, i marqués de Larios (1801-1873) \| Martín Larios, i marqués de Larios (1801-1873) \| Martín Larios, i marqués de Larios (1801-1873) \| Martín Larios, i marqués de Larios (1801-1873) \| Martín Larios, i marqués de Larios (1801-1873) \| \| \| Margarita Larios, marquesa de Larios (1815-1892) \| Margarita Larios, marquesa de Larios (1815-1892) \| Margarita Larios, marquesa de Larios (1815-1892) \| Margarita Larios, marquesa de Larios (1815-1892) \| Margarita Larios, marquesa de Larios (1815-1892) \| Margarita Larios, marquesa de Larios (1815-1892) \| \| \| Carlos Larios, i marqués de Guadiaro (1816-1896) \| Carlos Larios, i marqués de Guadiaro (1816-1896) \| Carlos Larios, i marqués de Guadiaro (1816-1896) \| Carlos Larios, i marqués de Guadiaro (1816-1896) \| Carlos Larios, i marqués de Guadiaro (1816-1896) \| Carlos Larios, i marqués de Guadiaro (1816-1896) \| \| \| \| \| \| \| \| \| \| \| \| \| \| \| \| \| \| \| \| \| \| \| \| \| \| \| \| Martín Larios, i marqués de Larios (1801-1873) \| Martín Larios, i marqués de Larios (1801-1873) \| Martín Larios, i marqués de Larios (1801-1873) \| Martín Larios, i marqués de Larios (1801-1873) \| Martín Larios, i marqués de Larios (1801-1873) \| Martín Larios, i marqués de Larios (1801-1873) \| \| \| Margarita Larios, marquesa de Larios (1815-1892) \| Margarita Larios, marquesa de Larios (1815-1892) \| Margarita Larios, marquesa de Larios (1815-1892) \| Margarita Larios, marquesa de Larios (1815-1892) \| Margarita Larios, marquesa de Larios (1815-1892) \| Margarita Larios, marquesa de Larios (1815-1892) \| \| \| Carlos Larios, i marqués de Guadiaro (1816-1896) \| Carlos Larios, i marqués de Guadiaro (1816-1896) \| Carlos Larios, i marqués de Guadiaro (1816-1896) \| Carlos Larios, i marqués de Guadiaro (1816-1896) \| Carlos Larios, i marqués de Guadiaro (1816-1896) \| Carlos Larios, i marqués de Guadiaro (1816-1896) \| \| \| \| \| \| \| \| \| \| \| \| \| \| \| \| \| \| \| \| \| \| \| \| \| \| \| \| \| \| \| \| \| \| \| \| \| \| \| \| \| \| \| \| \| \| \| \| \| \| \| \| \| \| \| \| \| \| \| \| \| \| \| \| \| \| \| \| \| \| \| \| \| \| \| \| \| \| \| \| \| \| \| \| \| \| \| \| \| \| \| \| \| \| \| \| \| \| \| \| \| \| \| \| \| \| \| \| \| \| \| \| \| \| \| \| \| \| \| \| \| \| Emilia Larios y Larios (1832-?) \| Emilia Larios y Larios (1832-?) \| Emilia Larios y Larios (1832-?) \| Emilia Larios y Larios (1832-?) \| Emilia Larios y Larios (1832-?) \| Emilia Larios y Larios (1832-?) \| \| \| Manuel Domingo Larios, ii marqués de Larios (1836-1895) \| Manuel Domingo Larios, ii marqués de Larios (1836-1895) \| Manuel Domingo Larios, ii marqués de Larios (1836-1895) \| Manuel Domingo Larios, ii marqués de Larios (1836-1895) \| Manuel Domingo Larios, ii marqués de Larios (1836-1895) \| Manuel Domingo Larios, ii marqués de Larios (1836-1895) \| \| \| Martín Larios, marqués de Squillace (1838-?) \| Martín Larios, marqués de Squillace (1838-?) \| Martín Larios, marqués de Squillace (1838-?) \| Martín Larios, marqués de Squillace (1838-?) \| Martín Larios, marqués de Squillace (1838-?) \| Martín Larios, marqués de Squillace (1838-?) \| \| \| \| \| \| \| \| \| \| \| \| \| \| \| \| \| \| \| \| \| \| \| \| \| \| \| \| Emilia Larios y Larios (1832-?) \| Emilia Larios y Larios (1832-?) \| Emilia Larios y Larios (1832-?) \| Emilia Larios y Larios (1832-?) \| Emilia Larios y Larios (1832-?) \| Emilia Larios y Larios (1832-?) \| \| \| Manuel Domingo Larios, ii marqués de Larios (1836-1895) \| Manuel Domingo Larios, ii marqués de Larios (1836-1895) \| Manuel Domingo Larios, ii marqués de Larios (1836-1895) \| Manuel Domingo Larios, ii marqués de Larios (1836-1895) \| Manuel Domingo Larios, ii marqués de Larios (1836-1895) \| Manuel Domingo Larios, ii marqués de Larios (1836-1895) \| \| \| Martín Larios, marqués de Squillace (1838-?) \| Martín Larios, marqués de Squillace (1838-?) \| Martín Larios, marqués de Squillace (1838-?) \| Martín Larios, marqués de Squillace (1838-?) \| Martín Larios, marqués de Squillace (1838-?) \| Martín Larios, marqués de Squillace (1838-?) \| \| \| \| \| \| \| \| \| \| \| \| \| \| \| \| \| \| \| \| \| \| \| \| \| \| \| \| Emilia Crooke y Larios, marquesa de Castrillo (1859-?) \| Emilia Crooke y Larios, marquesa de Castrillo (1859-?) \| Emilia Crooke y Larios, marquesa de Castrillo (1859-?) \| Emilia Crooke y Larios, marquesa de Castrillo (1859-?) \| Emilia Crooke y Larios, marquesa de Castrillo (1859-?) \| Emilia Crooke y Larios, marquesa de Castrillo (1859-?) \| \| \| \| \| \| \| \| \| \| \| José Aurelio Larios, iii marqués de Larios, ii marqués de Guadiaro (1869-1937) \| José Aurelio Larios, iii marqués de Larios, ii marqués de Guadiaro (1869-1937) \| José Aurelio Larios, iii marqués de Larios, ii marqués de Guadiaro (1869-1937) \| José Aurelio Larios, iii marqués de Larios, ii marqués de Guadiaro (1869-1937) \| José Aurelio Larios, iii marqués de Larios, ii marqués de Guadiaro (1869-1937) \| José Aurelio Larios, iii marqués de Larios, ii marqués de Guadiaro (1869-1937) \| \| \| \| \| \| \| \| \| \| \| \| \| \| \| \| \| \| \| \| \| \| \| \| \| \| \| \| Emilia Crooke y Larios, marquesa de Castrillo (1859-?) \| Emilia Crooke y Larios, marquesa de Castrillo (1859-?) \| Emilia Crooke y Larios, marquesa de Castrillo (1859-?) \| Emilia Crooke y Larios, marquesa de Castrillo (1859-?) \| Emilia Crooke y Larios, marquesa de Castrillo (1859-?) \| Emilia Crooke y Larios, marquesa de Castrillo (1859-?) \| \| \| \| \| \| \| \| \| \| \| José Aurelio Larios, iii marqués de Larios, ii marqués de Guadiaro (1869-1937) \| José Aurelio Larios, iii marqués de Larios, ii marqués de Guadiaro (1869-1937) \| José Aurelio Larios, iii marqués de Larios, ii marqués de Guadiaro (1869-1937) \| José Aurelio Larios, iii marqués de Larios, ii marqués de Guadiaro (1869-1937) \| José Aurelio Larios, iii marqués de Larios, ii marqués de Guadiaro (1869-1937) \| José Aurelio Larios, iii marqués de Larios, ii marqués de Guadiaro (1869-1937) \| \| \| \| \| \| \| \| \| \| \| \| \| \| \| \| \| \| \| \| \| \| \| \| \| \| \| \| José María Fernández de Villavicencio, duque de Algete, xv marqués de Vallecerrato (1890-1980) \| José María Fernández de Villavicencio, duque de Algete, xv marqués de Vallecerrato (1890-1980) \| José María Fernández de Villavicencio, duque de Algete, xv marqués de Vallecerrato (1890-1980) \| José María Fernández de Villavicencio, duque de Algete, xv marqués de Vallecerrato (1890-1980) \| José María Fernández de Villavicencio, duque de Algete, xv marqués de Vallecerrato (1890-1980) \| José María Fernández de Villavicencio, duque de Algete, xv marqués de Vallecerrato (1890-1980) \| \| \| \| \| \| \| \| \| \| \| José Antonio Larios, iv marqués de Larios, iii marqués de Guadiaro (†1955) \| José Antonio Larios, iv marqués de Larios, iii marqués de Guadiaro (†1955) \| José Antonio Larios, iv marqués de Larios, iii marqués de Guadiaro (†1955) \| José Antonio Larios, iv marqués de Larios, iii marqués de Guadiaro (†1955) \| José Antonio Larios, iv marqués de Larios, iii marqués de Guadiaro (†1955) \| José Antonio Larios, iv marqués de Larios, iii marqués de Guadiaro (†1955) \| \| \| \| \| \| \| \| \| \| \| \| \| \| \| \| \| \| \| \| \| \| \| \| \| \| \| \| José María Fernández de Villavicencio, duque de Algete, xv marqués de Vallecerrato (1890-1980) \| José María Fernández de Villavicencio, duque de Algete, xv marqués de Vallecerrato (1890-1980) \| José María Fernández de Villavicencio, duque de Algete, xv marqués de Vallecerrato (1890-1980) \| José María Fernández de Villavicencio, duque de Algete, xv marqués de Vallecerrato (1890-1980) \| José María Fernández de Villavicencio, duque de Algete, xv marqués de Vallecerrato (1890-1980) \| José María Fernández de Villavicencio, duque de Algete, xv marqués de Vallecerrato (1890-1980) \| \| \| \| \| \| \| \| \| \| \| José Antonio Larios, iv marqués de Larios, iii marqués de Guadiaro (†1955) \| José Antonio Larios, iv marqués de Larios, iii marqués de Guadiaro (†1955) \| José Antonio Larios, iv marqués de Larios, iii marqués de Guadiaro (†1955) \| José Antonio Larios, iv marqués de Larios, iii marqués de Guadiaro (†1955) \| José Antonio Larios, iv marqués de Larios, iii marqués de Guadiaro (†1955) \| José Antonio Larios, iv marqués de Larios, iii marqués de Guadiaro (†1955) \| \| \| \| \| \| \| \| \| \| \| \| \| \| \| \| \| \| \| \| \| \| \| \| \| \| \| \| \| \| \| \| \| \| \| \| \| \| \| \| \| \| \| \| \| \| \| \| \| \| \| \| \| \| \| \| \| \| \| \| \| \| \| \| \| \| \| \| \| \| \| \| \| \| \| \| \| José Fernández de Villavicencio, vi duque de Algete, xvi marqués de Vallecerrato (n. 1919) \| José Fernández de Villavicencio, vi duque de Algete, xvi marqués de Vallecerrato (n. 1919) \| José Fernández de Villavicencio, vi duque de Algete, xvi marqués de Vallecerrato (n. 1919) \| José Fernández de Villavicencio, vi duque de Algete, xvi marqués de Vallecerrato (n. 1919) \| José Fernández de Villavicencio, vi duque de Algete, xvi marqués de Vallecerrato (n. 1919) \| José Fernández de Villavicencio, vi duque de Algete, xvi marqués de Vallecerrato (n. 1919) \| \| \| Cristina Fernández de Villavicencio, condesa de Toreno, v marquesa de Guadiaro \| Cristina Fernández de Villavicencio, condesa de Toreno, v marquesa de Guadiaro \| Cristina Fernández de Villavicencio, condesa de Toreno, v marquesa de Guadiaro \| Cristina Fernández de Villavicencio, condesa de Toreno, v marquesa de Guadiaro \| Cristina Fernández de Villavicencio, condesa de Toreno, v marquesa de Guadiaro \| Cristina Fernández de Villavicencio, condesa de Toreno, v marquesa de Guadiaro \| \| \| \| \| \| \| \| \| \| \| \| \| \| \| \| \| \| \| \| \| \| \| \| \| \| \| \| \| \| \| \| \| \| \| \| José Fernández de Villavicencio, vi duque de Algete, xvi marqués de Vallecerrato (n. 1919) \| José Fernández de Villavicencio, vi duque de Algete, xvi marqués de Vallecerrato (n. 1919) \| José Fernández de Villavicencio, vi duque de Algete, xvi marqués de Vallecerrato (n. 1919) \| José Fernández de Villavicencio, vi duque de Algete, xvi marqués de Vallecerrato (n. 1919) \| José Fernández de Villavicencio, vi duque de Algete, xvi marqués de Vallecerrato (n. 1919) \| José Fernández de Villavicencio, vi duque de Algete, xvi marqués de Vallecerrato (n. 1919) \| \| \| Cristina Fernández de Villavicencio, condesa de Toreno, v marquesa de Guadiaro \| Cristina Fernández de Villavicencio, condesa de Toreno, v marquesa de Guadiaro \| Cristina Fernández de Villavicencio, condesa de Toreno, v marquesa de Guadiaro \| Cristina Fernández de Villavicencio, condesa de Toreno, v marquesa de Guadiaro \| Cristina Fernández de Villavicencio, condesa de Toreno, v marquesa de Guadiaro \| Cristina Fernández de Villavicencio, condesa de Toreno, v marquesa de Guadiaro \| \| \| \| \| \| \| \| \| \| \| \| \| \| \| \| \| \| \| \| \| \| \| \| \| \| \| \| \| \| \| \| \| \| \| \| José Fernández de Villavicencio, vi marqués de Larios (n. 1955) Con sucesión en los marqueses de Vallecerrato. \| José Fernández de Villavicencio, vi marqués de Larios (n. 1955) Con sucesión en los marqueses de Vallecerrato. \| José Fernández de Villavicencio, vi marqués de Larios (n. 1955) Con sucesión en los marqueses de Vallecerrato. \| José Fernández de Villavicencio, vi marqués de Larios (n. 1955) Con sucesión en los marqueses de Vallecerrato. \| José Fernández de Villavicencio, vi marqués de Larios (n. 1955) Con sucesión en los marqueses de Vallecerrato. \| José Fernández de Villavicencio, vi marqués de Larios (n. 1955) Con sucesión en los marqueses de Vallecerrato. \| \| \| Francisco de Borja Queipo de Llano, xiv conde de Toreno (n. 1956) \| Francisco de Borja Queipo de Llano, xiv conde de Toreno (n. 1956) \| Francisco de Borja Queipo de Llano, xiv conde de Toreno (n. 1956) \| Francisco de Borja Queipo de Llano, xiv conde de Toreno (n. 1956) \| Francisco de Borja Queipo de Llano, xiv conde de Toreno (n. 1956) \| Francisco de Borja Queipo de Llano, xiv conde de Toreno (n. 1956) \| \| \| \| \| \| \| \| \| \| \| \| \| \| \| \| \| \| \| \| \| \| \| \| \| \| \| \| \| \| \| \| \| |  | | | | | | |                                                |                                                |                                                                                |                                                                                |                                                                                |                                                                                |                                                                                |                                                                                |                                                  |                                                  |                                                                                |                                                                                |                                                                                |                                                                                |                                                                                |                                                                                |                                                  |                                                  |                                                  |                                                  |  |  |  |  |  |  |  |  |  |  |  |  |  |  |  |  |  |  |  |  |
| |  | | | | | | |                                                |                                                |                                                                                |                                                                                |                                                                                |                                                                                |                                                                                |                                                                                |                                                  |                                                  | Manuel Domingo Larios y Llera                                                  |                                                                                |                                                                                |                                                                                |                                                                                |                                                                                |                                                  |                                                  |                                                  |                                                  |  |  |  |  |  |  |  |  |  |  |  |  |  |  |  |  |  |  |  |  |
| |  | | | | | | |                                                |                                                |                                                                                |                                                                                |                                                                                |                                                                                |                                                                                |                                                                                |                                                  |                                                  |                                                                                |                                                                                |                                                                                |                                                                                |                                                                                |                                                                                |                                                  |                                                  |                                                  |                                                  |  |  |  |  |  |  |  |  |  |  |  |  |  |  |  |  |  |  |  |  |
| |  | | | | | | |                                                |                                                |                                                                                |                                                                                |                                                                                |                                                                                |                                                                                |                                                                                |                                                  |                                                  |                                                                                |                                                                                |                                                                                |                                                                                |                                                                                |                                                                                |                                                  |                                                  |                                                  |                                                  |  |  |  |  |  |  |  |  |  |  |  |  |  |  |  |  |  |  |  |  |
| |  | | | | | Martín Larios, i marqués de Larios (1801-1873)                                                                 | Martín Larios, i marqués de Larios (1801-1873)                                                                 | Martín Larios, i marqués de Larios (1801-1873) | Martín Larios, i marqués de Larios (1801-1873) | Martín Larios, i marqués de Larios (1801-1873)                                 | Martín Larios, i marqués de Larios (1801-1873)                                 |                                                                                |                                                                                | Margarita Larios, marquesa de Larios (1815-1892)                               | Margarita Larios, marquesa de Larios (1815-1892)                               | Margarita Larios, marquesa de Larios (1815-1892) | Margarita Larios, marquesa de Larios (1815-1892) | Margarita Larios, marquesa de Larios (1815-1892)                               | Margarita Larios, marquesa de Larios (1815-1892)                               |                                                                                |                                                                                | Carlos Larios, i marqués de Guadiaro (1816-1896)                               | Carlos Larios, i marqués de Guadiaro (1816-1896)                               | Carlos Larios, i marqués de Guadiaro (1816-1896) | Carlos Larios, i marqués de Guadiaro (1816-1896) | Carlos Larios, i marqués de Guadiaro (1816-1896) | Carlos Larios, i marqués de Guadiaro (1816-1896) |  |  |  |  |  |  |  |  |  |  |  |  |  |  |  |  |  |  |  |  |
| |  | | | | | Martín Larios, i marqués de Larios (1801-1873)                                                                 | Martín Larios, i marqués de Larios (1801-1873)                                                                 | Martín Larios, i marqués de Larios (1801-1873) | Martín Larios, i marqués de Larios (1801-1873) | Martín Larios, i marqués de Larios (1801-1873)                                 | Martín Larios, i marqués de Larios (1801-1873)                                 |                                                                                |                                                                                | Margarita Larios, marquesa de Larios (1815-1892)                               | Margarita Larios, marquesa de Larios (1815-1892)                               | Margarita Larios, marquesa de Larios (1815-1892) | Margarita Larios, marquesa de Larios (1815-1892) | Margarita Larios, marquesa de Larios (1815-1892)                               | Margarita Larios, marquesa de Larios (1815-1892)                               |                                                                                |                                                                                | Carlos Larios, i marqués de Guadiaro (1816-1896)                               | Carlos Larios, i marqués de Guadiaro (1816-1896)                               | Carlos Larios, i marqués de Guadiaro (1816-1896) | Carlos Larios, i marqués de Guadiaro (1816-1896) | Carlos Larios, i marqués de Guadiaro (1816-1896) | Carlos Larios, i marqués de Guadiaro (1816-1896) |  |  |  |  |  |  |  |  |  |  |  |  |  |  |  |  |  |  |  |  |
| |  | | | | | | |                                                |                                                |                                                                                |                                                                                |                                                                                |                                                                                |                                                                                |                                                                                |                                                  |                                                  |                                                                                |                                                                                |                                                                                |                                                                                |                                                                                |                                                                                |                                                  |                                                  |                                                  |                                                  |  |  |  |  |  |  |  |  |  |  |  |  |  |  |  |  |  |  |  |  |
| |  | | | | | | |                                                |                                                |                                                                                |                                                                                |                                                                                |                                                                                |                                                                                |                                                                                |                                                  |                                                  |                                                                                |                                                                                |                                                                                |                                                                                |                                                                                |                                                                                |                                                  |                                                  |                                                  |                                                  |  |  |  |  |  |  |  |  |  |  |  |  |  |  |  |  |  |  |  |  |
| |  | Emilia Larios y Larios (1832-?)                                                                                | Emilia Larios y Larios (1832-?)                                                                                | Emilia Larios y Larios (1832-?)                                                                                | Emilia Larios y Larios (1832-?)                                                                                | Emilia Larios y Larios (1832-?)                                                                                | Emilia Larios y Larios (1832-?)                                                                                |                                                |                                                | Manuel Domingo Larios, ii marqués de Larios (1836-1895)                        | Manuel Domingo Larios, ii marqués de Larios (1836-1895)                        | Manuel Domingo Larios, ii marqués de Larios (1836-1895)                        | Manuel Domingo Larios, ii marqués de Larios (1836-1895)                        | Manuel Domingo Larios, ii marqués de Larios (1836-1895)                        | Manuel Domingo Larios, ii marqués de Larios (1836-1895)                        |                                                  |                                                  | Martín Larios, marqués de Squillace (1838-?)                                   | Martín Larios, marqués de Squillace (1838-?)                                   | Martín Larios, marqués de Squillace (1838-?)                                   | Martín Larios, marqués de Squillace (1838-?)                                   | Martín Larios, marqués de Squillace (1838-?)                                   | Martín Larios, marqués de Squillace (1838-?)                                   |                                                  |                                                  |                                                  |                                                  |  |  |  |  |  |  |  |  |  |  |  |  |  |  |  |  |  |  |  |  |
| |  | Emilia Larios y Larios (1832-?)                                                                                | Emilia Larios y Larios (1832-?)                                                                                | Emilia Larios y Larios (1832-?)                                                                                | Emilia Larios y Larios (1832-?)                                                                                | Emilia Larios y Larios (1832-?)                                                                                | Emilia Larios y Larios (1832-?)                                                                                |                                                |                                                | Manuel Domingo Larios, ii marqués de Larios (1836-1895)                        | Manuel Domingo Larios, ii marqués de Larios (1836-1895)                        | Manuel Domingo Larios, ii marqués de Larios (1836-1895)                        | Manuel Domingo Larios, ii marqués de Larios (1836-1895)                        | Manuel Domingo Larios, ii marqués de Larios (1836-1895)                        | Manuel Domingo Larios, ii marqués de Larios (1836-1895)                        |                                                  |                                                  | Martín Larios, marqués de Squillace (1838-?)                                   | Martín Larios, marqués de Squillace (1838-?)                                   | Martín Larios, marqués de Squillace (1838-?)                                   | Martín Larios, marqués de Squillace (1838-?)                                   | Martín Larios, marqués de Squillace (1838-?)                                   | Martín Larios, marqués de Squillace (1838-?)                                   |                                                  |                                                  |                                                  |                                                  |  |  |  |  |  |  |  |  |  |  |  |  |  |  |  |  |  |  |  |  |
| |  | Emilia Crooke y Larios, marquesa de Castrillo (1859-?)                                                         | Emilia Crooke y Larios, marquesa de Castrillo (1859-?)                                                         | Emilia Crooke y Larios, marquesa de Castrillo (1859-?)                                                         | Emilia Crooke y Larios, marquesa de Castrillo (1859-?)                                                         | Emilia Crooke y Larios, marquesa de Castrillo (1859-?)                                                         | Emilia Crooke y Larios, marquesa de Castrillo (1859-?)                                                         |                                                |                                                |                                                                                |                                                                                |                                                                                |                                                                                |                                                                                |                                                                                |                                                  |                                                  | José Aurelio Larios, iii marqués de Larios, ii marqués de Guadiaro (1869-1937) | José Aurelio Larios, iii marqués de Larios, ii marqués de Guadiaro (1869-1937) | José Aurelio Larios, iii marqués de Larios, ii marqués de Guadiaro (1869-1937) | José Aurelio Larios, iii marqués de Larios, ii marqués de Guadiaro (1869-1937) | José Aurelio Larios, iii marqués de Larios, ii marqués de Guadiaro (1869-1937) | José Aurelio Larios, iii marqués de Larios, ii marqués de Guadiaro (1869-1937) |                                                  |                                                  |                                                  |                                                  |  |  |  |  |  |  |  |  |  |  |  |  |  |  |  |  |  |  |  |  |
| |  | Emilia Crooke y Larios, marquesa de Castrillo (1859-?)                                                         | Emilia Crooke y Larios, marquesa de Castrillo (1859-?)                                                         | Emilia Crooke y Larios, marquesa de Castrillo (1859-?)                                                         | Emilia Crooke y Larios, marquesa de Castrillo (1859-?)                                                         | Emilia Crooke y Larios, marquesa de Castrillo (1859-?)                                                         | Emilia Crooke y Larios, marquesa de Castrillo (1859-?)                                                         |                                                |                                                |                                                                                |                                                                                |                                                                                |                                                                                |                                                                                |                                                                                |                                                  |                                                  | José Aurelio Larios, iii marqués de Larios, ii marqués de Guadiaro (1869-1937) | José Aurelio Larios, iii marqués de Larios, ii marqués de Guadiaro (1869-1937) | José Aurelio Larios, iii marqués de Larios, ii marqués de Guadiaro (1869-1937) | José Aurelio Larios, iii marqués de Larios, ii marqués de Guadiaro (1869-1937) | José Aurelio Larios, iii marqués de Larios, ii marqués de Guadiaro (1869-1937) | José Aurelio Larios, iii marqués de Larios, ii marqués de Guadiaro (1869-1937) |                                                  |                                                  |                                                  |                                                  |  |  |  |  |  |  |  |  |  |  |  |  |  |  |  |  |  |  |  |  |
| |  | José María Fernández de Villavicencio, duque de Algete, xv marqués de Vallecerrato (1890-1980)                 | José María Fernández de Villavicencio, duque de Algete, xv marqués de Vallecerrato (1890-1980)                 | José María Fernández de Villavicencio, duque de Algete, xv marqués de Vallecerrato (1890-1980)                 | José María Fernández de Villavicencio, duque de Algete, xv marqués de Vallecerrato (1890-1980)                 | José María Fernández de Villavicencio, duque de Algete, xv marqués de Vallecerrato (1890-1980)                 | José María Fernández de Villavicencio, duque de Algete, xv marqués de Vallecerrato (1890-1980)                 |                                                |                                                |                                                                                |                                                                                |                                                                                |                                                                                |                                                                                |                                                                                |                                                  |                                                  | José Antonio Larios, iv marqués de Larios, iii marqués de Guadiaro (†1955)     | José Antonio Larios, iv marqués de Larios, iii marqués de Guadiaro (†1955)     | José Antonio Larios, iv marqués de Larios, iii marqués de Guadiaro (†1955)     | José Antonio Larios, iv marqués de Larios, iii marqués de Guadiaro (†1955)     | José Antonio Larios, iv marqués de Larios, iii marqués de Guadiaro (†1955)     | José Antonio Larios, iv marqués de Larios, iii marqués de Guadiaro (†1955)     |                                                  |                                                  |                                                  |                                                  |  |  |  |  |  |  |  |  |  |  |  |  |  |  |  |  |  |  |  |  |
| |  | José María Fernández de Villavicencio, duque de Algete, xv marqués de Vallecerrato (1890-1980)                 | José María Fernández de Villavicencio, duque de Algete, xv marqués de Vallecerrato (1890-1980)                 | José María Fernández de Villavicencio, duque de Algete, xv marqués de Vallecerrato (1890-1980)                 | José María Fernández de Villavicencio, duque de Algete, xv marqués de Vallecerrato (1890-1980)                 | José María Fernández de Villavicencio, duque de Algete, xv marqués de Vallecerrato (1890-1980)                 | José María Fernández de Villavicencio, duque de Algete, xv marqués de Vallecerrato (1890-1980)                 |                                                |                                                |                                                                                |                                                                                |                                                                                |                                                                                |                                                                                |                                                                                |                                                  |                                                  | José Antonio Larios, iv marqués de Larios, iii marqués de Guadiaro (†1955)     | José Antonio Larios, iv marqués de Larios, iii marqués de Guadiaro (†1955)     | José Antonio Larios, iv marqués de Larios, iii marqués de Guadiaro (†1955)     | José Antonio Larios, iv marqués de Larios, iii marqués de Guadiaro (†1955)     | José Antonio Larios, iv marqués de Larios, iii marqués de Guadiaro (†1955)     | José Antonio Larios, iv marqués de Larios, iii marqués de Guadiaro (†1955)     |                                                  |                                                  |                                                  |                                                  |  |  |  |  |  |  |  |  |  |  |  |  |  |  |  |  |  |  |  |  |
| |  | | | | | | |                                                |                                                |                                                                                |                                                                                |                                                                                |                                                                                |                                                                                |                                                                                |                                                  |                                                  |                                                                                |                                                                                |                                                                                |                                                                                |                                                                                |                                                                                |                                                  |                                                  |                                                  |                                                  |  |  |  |  |  |  |  |  |  |  |  |  |  |  |  |  |  |  |  |  |
| |  | José Fernández de Villavicencio, vi duque de Algete, xvi marqués de Vallecerrato (n. 1919)                     | José Fernández de Villavicencio, vi duque de Algete, xvi marqués de Vallecerrato (n. 1919)                     | José Fernández de Villavicencio, vi duque de Algete, xvi marqués de Vallecerrato (n. 1919)                     | José Fernández de Villavicencio, vi duque de Algete, xvi marqués de Vallecerrato (n. 1919)                     | José Fernández de Villavicencio, vi duque de Algete, xvi marqués de Vallecerrato (n. 1919)                     | José Fernández de Villavicencio, vi duque de Algete, xvi marqués de Vallecerrato (n. 1919)                     |                                                |                                                | Cristina Fernández de Villavicencio, condesa de Toreno, v marquesa de Guadiaro | Cristina Fernández de Villavicencio, condesa de Toreno, v marquesa de Guadiaro | Cristina Fernández de Villavicencio, condesa de Toreno, v marquesa de Guadiaro | Cristina Fernández de Villavicencio, condesa de Toreno, v marquesa de Guadiaro | Cristina Fernández de Villavicencio, condesa de Toreno, v marquesa de Guadiaro | Cristina Fernández de Villavicencio, condesa de Toreno, v marquesa de Guadiaro |                                                  |                                                  |                                                                                |                                                                                |                                                                                |                                                                                |                                                                                |                                                                                |                                                  |                                                  |                                                  |                                                  |  |  |  |  |  |  |  |  |  |  |  |  |  |  |  |  |  |  |  |  |
| |  | José Fernández de Villavicencio, vi duque de Algete, xvi marqués de Vallecerrato (n. 1919)                     | José Fernández de Villavicencio, vi duque de Algete, xvi marqués de Vallecerrato (n. 1919)                     | José Fernández de Villavicencio, vi duque de Algete, xvi marqués de Vallecerrato (n. 1919)                     | José Fernández de Villavicencio, vi duque de Algete, xvi marqués de Vallecerrato (n. 1919)                     | José Fernández de Villavicencio, vi duque de Algete, xvi marqués de Vallecerrato (n. 1919)                     | José Fernández de Villavicencio, vi duque de Algete, xvi marqués de Vallecerrato (n. 1919)                     |                                                |                                                | Cristina Fernández de Villavicencio, condesa de Toreno, v marquesa de Guadiaro | Cristina Fernández de Villavicencio, condesa de Toreno, v marquesa de Guadiaro | Cristina Fernández de Villavicencio, condesa de Toreno, v marquesa de Guadiaro | Cristina Fernández de Villavicencio, condesa de Toreno, v marquesa de Guadiaro | Cristina Fernández de Villavicencio, condesa de Toreno, v marquesa de Guadiaro | Cristina Fernández de Villavicencio, condesa de Toreno, v marquesa de Guadiaro |                                                  |                                                  |                                                                                |                                                                                |                                                                                |                                                                                |                                                                                |                                                                                |                                                  |                                                  |                                                  |                                                  |  |  |  |  |  |  |  |  |  |  |  |  |  |  |  |  |  |  |  |  |
| |  | José Fernández de Villavicencio, vi marqués de Larios (n. 1955) Con sucesión en los marqueses de Vallecerrato. | José Fernández de Villavicencio, vi marqués de Larios (n. 1955) Con sucesión en los marqueses de Vallecerrato. | José Fernández de Villavicencio, vi marqués de Larios (n. 1955) Con sucesión en los marqueses de Vallecerrato. | José Fernández de Villavicencio, vi marqués de Larios (n. 1955) Con sucesión en los marqueses de Vallecerrato. | José Fernández de Villavicencio, vi marqués de Larios (n. 1955) Con sucesión en los marqueses de Vallecerrato. | José Fernández de Villavicencio, vi marqués de Larios (n. 1955) Con sucesión en los marqueses de Vallecerrato. |                                                |                                                | Francisco de Borja Queipo de Llano, xiv conde de Toreno (n. 1956)              | Francisco de Borja Queipo de Llano, xiv conde de Toreno (n. 1956)              | Francisco de Borja Queipo de Llano, xiv conde de Toreno (n. 1956)              | Francisco de Borja Queipo de Llano, xiv conde de Toreno (n. 1956)              | Francisco de Borja Queipo de Llano, xiv conde de Toreno (n. 1956)              | Francisco de Borja Queipo de Llano, xiv conde de Toreno (n. 1956)              |                                                  |                                                  |                                                                                |                                                                                |                                                                                |                                                                                |                                                                                |                                                                                |                                                  |                                                  |                                                  |                                                  |  |  |  |  |  |  |  |  |  |  |  |  |  |  |  |  |  |  |  |  |